# Mindaugas Katelynas
Mindaugas Katelynas, né le 16 mai 1983 à Alytus, est un joueur lituanien de basket-ball.